# Рурализация
Рурализацията е стремеж на жителите на големите градове да се заселват в селски местности, които са екологично чисти и по-спокойни. Терминът идва от латинската дума rus – село, поле, чифлик.
Пример за рурализация може да е и масовото заселване в най-близките до големите градове села, превръщането им в квартали. Например за София - Бояна, Драгалевци, Симеоново, Бистрица.